# 12668 Scottstarin
12668 Scottstarin eller 1979 MX1 är en asteroid i huvudbältet som upptäcktes den 25 juni 1979 av de båda amerikanska astronomerna Eleanor F. Helin och Schelte J. Bus vid Palomarobservatoriet. Den är uppkallad efter Scott Robin Starin.